# TT250
La tombe thébaine TT 250 est située à Deir el-Médineh, dans la nécropole thébaine, sur la rive ouest du Nil, face à Louxor en Égypte.
C'est la tombe d'un scribe, serviteur dans la Place de Vérité, dénommé Ramosé.